# Ernst von Tschiderer

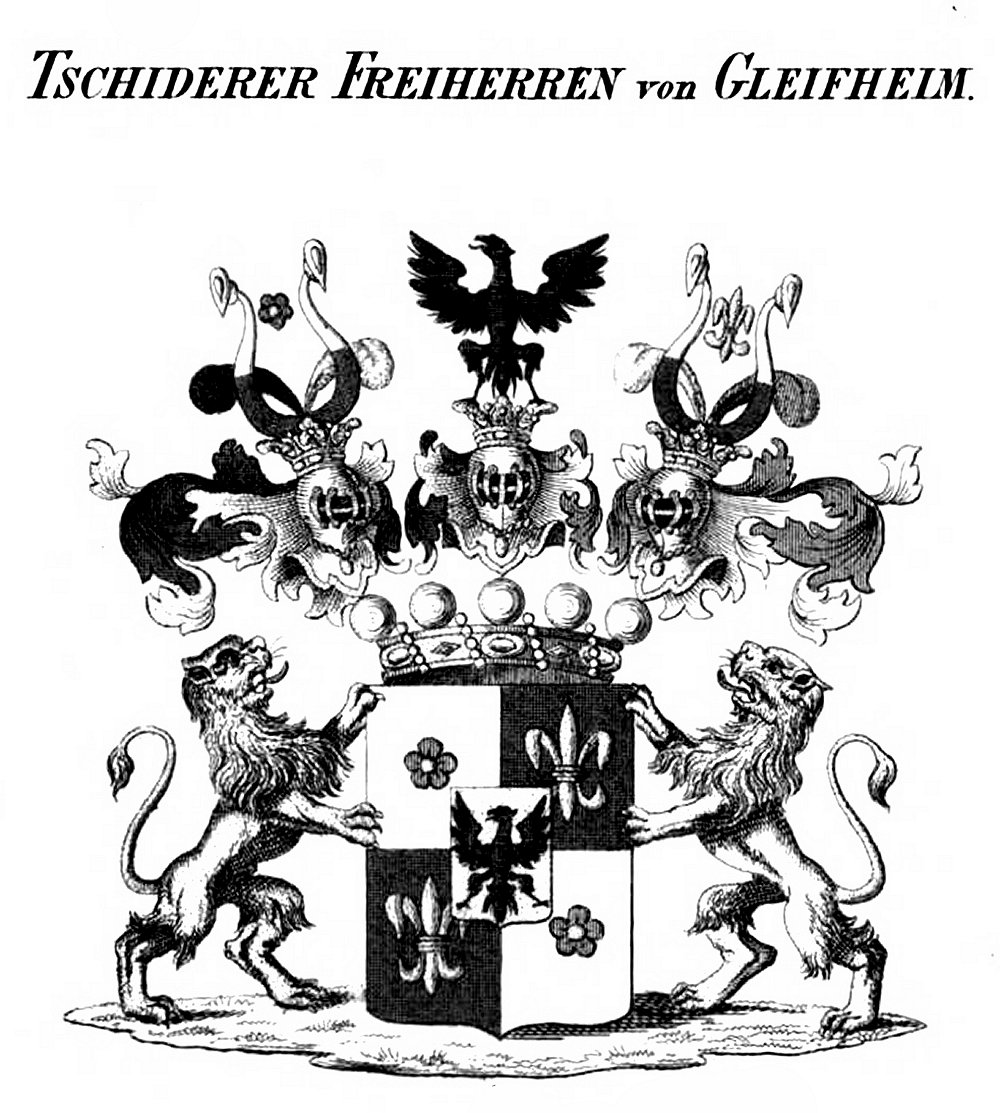
Familienwappen

Ernst Tschiderer Freiherr von Gleifheim (* 29. März 1830 in Hötting; † 23. Jänner 1916 ebenda) war ein österreichischer Komponist.

## Leben
Ernst war der Sohn des Richters Ignaz Tschiderer von Gleifheim, der 1838 in den Freiherrenstand erhoben wurde, und dessen zweiter Frau Magdalena geb. Freifrau von Schneeburg zu Salthaus und Platten. 
Er besuchte das Gymnasium in Innsbruck und die letzten beiden Jahre in Trient, wo er bei seinem Onkel, dem Fürstbischof Johann Nepomuk von Tschiderer, lebte. Nach einem Jusstudium war er 1853/54 Praktikant bei der Statthalterei in Innsbruck. 1854 verließ er den Staatsdienst, um sich freischaffend der Musik zu widmen. Er studierte bei František Zdeněk Skuherský in Innsbruck und bei Felix Otto Dessoff in Wien, wo er auch Bekanntschaft mit Richard Wagner und Eduard Hanslick machte. 1859 nahm er als Offizier am zweiten italienischen Unabhängigkeitskrieg teil. 
Tschiderer war Mitglied der Innsbrucker Liedertafel und des Höttinger Sängerbundes. Als Komponist schuf er Orchesterwerke, Kammermusik, geistliche Musik, Chöre, über 200 Lieder und vier Opern. Seine Werke wurden nicht nur in Innsbruck, sondern auch in anderen Städten der Monarchie wie Salzburg, Wien und Prag mit großem Erfolg aufgeführt. Sein Nachlass befindet sich im Tiroler Landesmuseum Ferdinandeum in Innsbruck. Nach seinem Tod 1916 wurde Ernst von Tschiderer in der Familiengrabstätte am Höttinger Friedhof beigesetzt.

## Familie
1854 heiratete er Bertha Freiin Zephyris zu Greith (1832–1902). Das Paar hatte die drei Kinder Marie, Olivier und Albertina und wohnte im Schneeburgschlössl in Hötting.

## Schriften
- Ueber die Formen der Composition, 1868
- Reflexionen über die Kunstoper, 1869
- Musikalisch-theoretische Anleitung für Autodidakten, o. J.

## Werke
- Der Hauptmann der Wache, Oper, Uraufführung Innsbruck 1858
- Paquita, Oper, Uraufführung Salzburg 1869
- Blanche, Oper, Uraufführung Salzburg 1870
- Die Lady von Gretna-Green, Oper, Uraufführung Salzburg 1880
- St. Hubertusschloss, Opernfragment, 1876

- Konzertouvertüre D-Dur, 1860
- Konzertouvertüre d-Moll, 1867
- Konzertouvertüre a-Moll, 1867
- Im Frühling, 1880
- Im Hochgebirge, ca. 1882
- Schauspielouvertüre zu Des Meeres und der Liebe Wellen, 1879
- Schauspielouvertüre zu Werthers Leiden
- Schauspielmusik zum Lustspiel Die Maultasch von Arthur von Wolkenstein-Rodenegg
- König Lear, symphonische Dichtung, 1899
- Medea, symphonische Dichtung, 1900

- Deutscher Siegesmarsch, 1879
- Allegro, Adagio, Scherzo und Finale in Form einer Symphonie, 1867
- Streichquartett Nr. 1 g-Moll, 1867
- Streichquartett Nr. 2 D-Dur
- Streichquartett Nr. 4 D-Dur, 1870
- Klaviertrio Nr. 1 d-Moll, 1867
- Klaviertrio Nr. 2 e-Moll, 1869
- Klaviertrio Nr. 3 C-Dur, 1872

- Deutsches Türmerlied, Männerchor
- Unsere Berge, Männerchor
- Die Tiroler Schützenfahne, Männerchor

- Der Husar, Melodram
- Schön Ellen, Melodram
- Der letzte Skalde, Melodram
- König Renés Tochter, Melodram

- Salve Regina für Alt, Streichquintett und Bläser
- Ave verum für Chor mit Orgel